# Іштван Жолт
Іштван Жолт (угор. Zsolt István; 28 червня 1921, Будапешт — 7 травня 1991, Будапешт, Угорщина) — угорський футбольний арбітр.
У шістнадцять років розпочав арбітраж футбольних поєдинків. З 1950 року обслуговував матчі елітного дивізіону чемпіонату Угорщини. На міжнародній арені працював з 1952 року. Був головним рефері на матчах трьох чемпіонатів світу (1954, 1958, 1966), трьох футбольних турнірів на Олімпійських іграх (1952, 1960, 1964) і чемпіонату Європи 1968 року.
Обслуговував Фінал Кубка кубків 1965 («Вест Гем» — «Мюнхен 1860» — 2:0) і Кубку ярмарків 1966 («Сарагоса» — «Барселона» — 1:0). Всього провів 37 матчів національних збірних, 25 — в європейських клубних турнірах і 195 — в еліті угорського футболу.
1965 року нагороджений ЮНЕСКО призом фейр-плей імені П'єра де Кубертена.
Працював директором театру в Будапешті. З 1974 по 1979 рік очолював спілку футбольних арбітрів Угорщини.